# Yang Xiu (Dinastia Han)
En aquest nom xinès, el cognom és Yang.
Yang Xiu (175–219) va ser un assessor del senyor de la guerra Cao Cao durant el període de la tardana Dinastia Han Oriental de la història xinesa.

## Biografia
Yang Xiu era el fill del ben considerat oficial Yang Biao i el net de Yang Ci. La seva mare, la Dama Yuan, era la germana de Yuan Shu. Yang Xiu va exercir com a registrador de Cao Cao. Yang Xiu va ser executat en el 219 per informar al seu amic Cao Zhi de l'agenda d'un consell perquè aquest pogués preparar-se per endavant.

## Carrera
En algun moment durant la dècada de 200, Yang Xiu va ser nomenat com Filial i Incorrupte va convertir-se en registrador de Cao Cao, el Canceller Imperial. Es deia que estava qualificats tant en assumptes civils com en militars i entenia bé a Cao Cao. A causa d'açò, Yang Xiu va esdevenir una figura influent en el govern.
Ell era un amic proper de Cao Zhi i es va involucrar en la lluita entre Cao Zhi i Cao Pi per la successió. Els lligams de Yang Xiu amb Cao Zhi li va causar desgràcia a causa del comportament ocasional Cao Zhi, com ara l'incident a la ciutat de Ye, on Cao Zhi anava begut en un carruatge i va decidir de passar per la porta reservada només per a l'emperador. Però el colp final va ser quan Yang Xiu va ser descobert d'haver filtrat l'agenda de discussió del consell imperial a Cao Zhi, perquè el seu amic pogués preparar-se anticipadament i així impressionar a Cao Cao. A causa d'açò i recordant la seva relació amb Yuan Shu, Cao Cao va fer passar per les armes a Yang Xiu.
Després de la seva mort, Cao Cao va retreure al pare de Yang Xiu, Yang Biao, el qual s'havia retirat prèviament de la política, per mostrar dolor a causa de la mort del seu fill, tot i això Yang Biao es va negar a mostrar remordiment pel seu dolor i va seguir a reconeixent la seva tristesa.